# الكاليفورنيس
الكاليفورنياس (بالإسبانية: Las Californias)‏، المعروفة أحيانًا باسم الكاليفورنيات الثلاث أو الكاليفورنياتان، هي منطقة في أمريكا الشمالية تمتد عبر الولايات المتحدة والمكسيك، وتتكون من ولاية كاليفورنيا الأمريكية وولايات باها كاليفورنيا وباها كاليفورنيا سور المكسيكية. تاريخيًا، استخدم مصطلح كاليفورنياس لتعريف المنطقة الشمالية الغربية الشاسعة من أمريكا الإسبانية، مثل مقاطعة كاليفورنيا (بالإسبانية: Provincia de las Californias)‏، وفيما بعد كمصطلح جماعي كاليفورنيا العليا وشبه جزيرة باخا كاليفورنيا.
قُسمت المنطقة داخل الإمبراطورية الإسبانية، حيث عُرف الكاليفورنياس في حدودها الجغرافية، مرات عديدة إلى باها كاليفورنيا (كاليفورنيا السفلى) وألتا كاليفورنيا (كاليفورنيا العليا)، خاصة خلال السيطرة المكسيكية على المنطقة بعد حرب الاستقلال المكسيكية. كجزء من الحرب المكسيكية الأمريكية (1846-1848)، شهد الفتح الأمريكي لألتا كاليفورنيا التنازل عن أراضي ألتا كاليفورنيا الشاسعة من المكسيك إلى الولايات المتحدة. قبلت المنطقة الساحلية المأهولة بالسكان في الاتحاد في عام 1850 باسم ولاية كاليفورنيا، في حين أن المنطقة الداخلية الشاسعة ذات الكثافة السكانية المنخفضة لم تقبل إلا في وقت لاحق على ولاية مثل نيفادا ويوتا وأجزاء كبيرة من أريزونا ووايومنغ وكولورادو ونيومكسيكو .اليوم، الكاليفورنياس هو مصطلح جماعي للإشارة إلى الولايات الأمريكية والمكسيكية التي تحمل اسم كاليفورنيا، والتي تشترك في الجغرافيا والتاريخ والثقافات والروابط الاقتصادية القوية.

## جغرافيا
يحد شبه جزيرة باخا كاليفورنيا المياه من ثلاث جهات، المحيط الهادئ (جنوب وغرب) وخليج كاليفورنيا (شرقًا) بينما في ألتا كاليفورنيا المحيط الهادي من الغرب والصحاري في الشرق. أنشئت الحدود الشمالية بموجب معاهدة آدامز-أونيس لعام 1819. ويظل خط الحدود هذا هو الحدود الشمالية للولايات الأمريكية في كاليفورنيا ونيفادا والجزء الغربي من ولاية يوتا.
لم يتم استكشاف المناطق الداخلية في الغالب من قبل الإسبان، مما تركها بشكل عام خارج سيطرة السلطات الاستعمارية. كانت السلاسل الجبلية لشبه الجزيرة والنطاقات المستعرضة الشرقية، وسييرا نيفادا مع صحراء كولورادو القاحلة وصحراء موهافي وصحراء الحوض العظيم في ظلال المطر الشرقية، بمثابة حواجز طبيعية أمام الاستيطان الإسباني. لم تحدد الحدود الشرقية لأعلى الكاليفورنياس رسميًا تحت أي من الحكم الأسباني أو المكسيكي اللاحق. وصفت التعليمات والمراسلات الحكومية لعام 1781 ألتا كاليفورنيا بأنها المناطق الواقعة إلى الغرب من سييرا نيفادا والجزء السفلي من نهر كولورادو في وادي نهر كولورادو السفلي (يشكل النهر الحدود الحالية بين الولايات كاليفورنيا وأريزونا).